# Dennis Rawlins
Dennis Rawlins (né en 1937 à Baltimore) est un astronome et historien américain. Il est notamment célèbre pour avoir mis au jour des canulars historiques.  

## Biographie

### Premier explorateur au pôle Nord
Dans son premier livre, Peary at the North Pole: fact or fiction? (1973), Rawlins soutient que Robert Peary ne s'est pas rendu au pôle Nord en 1909.  
En 1996, il fait la une du New York Times pour la publication de son rapport à l'Ohio State University où il conclut que Richard E. Byrd en 1926 a fait demi-tour en avion 150 miles avant d'atteindre le pôle Nord. 
Le troisième livre de Rawlins, son rapport détaillé sur le voyage de Byrd et sur la compétence des défenses persistantes de celui-ci, est co-publié simultanément en 2000 par DIO volume 10, 2000 et par le centre de recherche polaire de l'université de Cambridge.  
Parce que la version d'un trajet de Frederick Cook au pôle Nord en 1908 est généralement rejetée, l'élimination de Peary et de Byrd par Dennis Rawlins fait de Roald Amundsen le premier à avoir atteint le pôle Nord en 1926 dans le dirigeable Norge. Ayant atteint le pôle Sud en 1911, Amundsen est ainsi devenu le premier à atteindre chaque pôle géographique de la Terre, comme proposé dans le livre de Rawlins de 1973. 

### Découverte de Neptune
La découverte de Neptune est controversée car John Couch Adams et Urbain Le Verrier ont chacun revendiqué la primauté de leurs calculs dans un contexte de rivalités franco-anglaises. Cependant, une recherche documentaire de Dennis Rawlins tend à prouver que les astronomes anglais auraient falsifié certains documents pour étayer une co-découverte,.

### Catalogue de Tycho Brahe
En 1993, Dennis Rawlins publie une édition critique du catalogue de Tycho Brahe datant de 1596 et référençant 1 004 étoiles. Il y détecte dix lieux d'étoiles falsifiés partiellement ou entièrement,.  

### Committee for Skeptical Inquiry
Dennis Rawlins est un membre du Committee for Skeptical Inquiry.
En 1976, en tant que seul astronome du comité, il s'intéresse au soi-disant effet Mars pour déconstruire le mythe,,. 